# Wallsend
Wallsend es una localidad ubicada en el distrito metropolitano de North Tyneside, condado ceremonial de Tyne and Wear, en el noreste de Inglaterra. Forma parte del área metropolitana de Tyneside y se encuentra a orillas del río Tyne, aproximadamente a 6.5 km al este del centro de Newcastle upon Tyne. Históricamente parte de Northumberland, Wallsend es conocida por su importante papel en la historia romana, la Revolución Industrial y la construcción naval británica.

### Época romana
La historia registrada de Wallsend comienza con la construcción del fuerte romano de Segedunum alrededor del año 122 d. C. Este fuerte militar fue construido como parte del sistema defensivo del Muro de Adriano y alojaba aproximadamente a 600 soldados auxiliares. Segedunum incluía murallas, barracones, baños públicos (thermae), un hospital y una torre de observación.
El fuerte estuvo activo durante casi 300 años, hasta la retirada romana de Britania en el siglo V. Hoy en día, el yacimiento ha sido restaurado parcialmente y alberga el Segedunum Roman Fort & Museum, un centro arqueológico y cultural que atrae a miles de visitantes cada año. Es considerado uno de los mejor conservados de los fuertes del Muro de Adriano.

### Siglo XX y actualidad
Durante el siglo XX, Wallsend experimentó cambios profundos y significativos, tanto sociales como económicos, marcados por la evolución y eventual declive de sus industrias tradicionales y su adaptación a nuevas realidades.

#### Industria naval y minería
A principios de siglo, Wallsend seguía siendo un centro neurálgico para la construcción naval en el Reino Unido. Los astilleros de Swan Hunter & Wigham Richardson continuaron su actividad, construyendo buques mercantes y militares, vitales especialmente durante las dos guerras mundiales. En la Primera Guerra Mundial, la industria naval de Wallsend contribuyó a la producción de destructores y otros buques de guerra para la Marina Real británica, jugando un papel estratégico en el esfuerzo bélico.
Tras la Segunda Guerra Mundial, la demanda de barcos y la producción naval en Wallsend permaneció elevada, pero empezaron a notarse los primeros signos de dificultades. La competencia internacional, la modernización de las técnicas navales y los cambios en las rutas marítimas hicieron que la industria sufriera una fuerte presión. A pesar de esto, en la década de 1950 y 1960, Swan Hunter todavía era uno de los astilleros más activos y reconocidos del país.
Por otro lado, la minería del carbón, pilar económico y social durante el siglo XIX y principios del XX, comenzó un declive irreversible a mediados de siglo. Las minas de Wallsend, que habían proporcionado empleo a miles de trabajadores, fueron cerrando progresivamente debido a la disminución de la demanda, agotamiento de yacimientos y cambios en las políticas energéticas nacionales.

#### Cambios sociales y económicos
El cierre de minas y la disminución de la actividad en los astilleros impactaron fuertemente en la comunidad local. Muchas familias dependían directamente de estas industrias, y la pérdida de empleos provocó un aumento del desempleo, problemas sociales y un deterioro en algunas áreas residenciales.
En respuesta, a partir de la segunda mitad del siglo XX, se emprendieron proyectos de regeneración urbana y económica para revitalizar Wallsend. Se impulsaron iniciativas para diversificar la economía local, enfocándose en el desarrollo de sectores de servicios, comercio y tecnología.

#### Patrimonio y cultura
Simultáneamente, Wallsend comenzó a valorar y proteger su patrimonio histórico e industrial. La restauración del fuerte romano Segedunum y la creación de un museo dedicado a esta herencia ayudaron a consolidar un interés turístico y educativo en la región.
Además, la comunidad mantuvo una fuerte identidad ligada a sus raíces obreras y deportivas. El Wallsend Boys Club continuó siendo un referente en la formación deportiva juvenil, impulsando carreras de futbolistas profesionales de alto nivel.

#### Siglo XXI
En los primeros años del siglo XXI, Wallsend continuó enfrentando los retos derivados de la transición económica post-industrial. El cierre definitivo de los astilleros en 2006 simbolizó el fin de una era, pero también abrió la puerta a nuevas oportunidades.
Hoy en día, Wallsend apuesta por la regeneración urbana mediante proyectos de reurbanización, la promoción del turismo cultural y la atracción de nuevas inversiones en sectores tecnológicos y logísticos. Las autoridades locales trabajan para mejorar la calidad de vida, reducir la desigualdad social y conservar el legado histórico de la ciudad.

## Demografía
Según el censo de 2011 del Reino Unido, Wallsend contaba con una población de aproximadamente 43,842 habitantes, distribuidos principalmente en barrios residenciales como High Farm, Battle Hill, Hadrian Park y Rosehill. Wallsend forma parte del distrito metropolitano de North Tyneside, lo que significa que sus estadísticas demográficas se gestionan a nivel municipal en conjunto con otras localidades vecinas.

### Evolución histórica
Durante el auge de la minería y la construcción naval (siglos XIX y XX), la población de Wallsend creció rápidamente debido a la llegada de trabajadores provenientes de otras regiones del Reino Unido, especialmente del norte de Inglaterra, Escocia e Irlanda. Muchos de estos inmigrantes se asentaron permanentemente, dando forma a una comunidad obrera fuerte, cohesionada y predominantemente angloparlante.
Tras la Segunda Guerra Mundial, el cierre progresivo de las minas de carbón y, más tarde, de los astilleros provocó una desaceleración del crecimiento demográfico, y en algunas décadas incluso una ligera caída, acompañada de fenómenos como el envejecimiento poblacional y la emigración hacia centros urbanos más dinámicos, como Newcastle.

### Composición étnica
Wallsend ha sido históricamente una comunidad mayoritariamente blanca británica, aunque en las últimas décadas del siglo XX y comienzos del XXI ha experimentado una diversificación étnica moderada, reflejo de tendencias migratorias globales y de políticas de vivienda social en la región. Según datos del censo de 2011:
- Blancos (británicos, irlandeses u otros): alrededor del 96 %
- Asiáticos británicos (principalmente de origen indio o bangladesí): ~1.5 %
- Afrocaribeños y afrodescendientes: ~0.5 %
- Otras etnias mixtas o minoritarias: ~2 %

Esta composición refleja un perfil más homogéneo en comparación con centros urbanos como Londres o Manchester, pero la tendencia apunta a una diversificación gradual, especialmente en las generaciones más jóvenes.

### Edad y estructura familiar
La población de Wallsend presenta una distribución por edades equilibrada, aunque con una ligera inclinación hacia grupos de edad mayores, consecuencia del declive industrial y de la emigración juvenil:
- Niños y jóvenes (0–17 años): ~20 %
- Adultos jóvenes (18–35 años): ~18 %
- Adultos de mediana edad (36–64 años): ~38 %
- Mayores de 65 años: ~24 %

Los hogares en Wallsend son mayoritariamente familias nucleares, aunque también hay un número significativo de hogares unipersonales (especialmente entre adultos mayores) y familias monoparentales, algo común en zonas urbanas postindustriales del Reino Unido.

### Vivienda y situación socioeconómica
Wallsend cuenta con una mezcla de vivienda social (council housing), casas adosadas privadas, y desarrollos más modernos. Los precios de vivienda y alquiler son relativamente bajos comparados con la media nacional, lo que ha atraído a jóvenes profesionales y familias en busca de vivienda asequible en las afueras de Newcastle.
Sin embargo, como en muchas otras zonas con pasado industrial, existen desigualdades socioeconómicas marcadas. Algunas áreas, como High Farm o Hadrian Park, son consideradas más estables y seguras, mientras que otras como Howdon o Battle Hill han enfrentado problemas relacionados con el desempleo, salud pública y educación.

### Religión
La mayoría de los residentes de Wallsend se identifican como cristianos (principalmente anglicanos o católicos), aunque la proporción de personas sin afiliación religiosa ha ido aumentando, especialmente entre los menores de 30 años. También existen pequeñas comunidades musulmanas, hindúes y otras confesiones, concentradas principalmente en barrios específicos o integradas a nivel regional.